# Orde van de Ster en de Sleutel van de Indische Oceaan
De Orde van de Ster en de Sleutel van de Indische Oceaan (Engels: Order of the Star and Key of the Indian Ocean) werd op 12 maart 1992 door de regering van Mauritius ingesteld. Het land had het sinds de onafhankelijkheid in 1968 zonder een orde van verdienste gesteld.
De orde kreeg de in het internationale diplomatieke verkeer en protocol gebruikelijke vijf graden en wordt verleend aan inwoners en relaties van de regering, waaronder Nelson Mandela die in 1998 Honorair Grootcommandeur werd. Het motto is "Stella Clavisque Maris Indici".
- Een onbeperkt aantal Grootcommandeurs
- Een onbeperkt aantal Grootofficieren
- Niet meer dan vijf Commandeurs
- Niet meer dan tien Officieren
- Niet meer dan twaalf Leden (Members)

De honoraire leden tellen bij deze in de wet vastgelegde maxima niet mee.
Het kleinood is een lichtblauwe bloem met een centraal goudgerand of zilvergerand zilveren medaillon met een afbeelding van een bloem. Op de rand is in reliëf de graad aangegeven. De bloem licht op een iets donkerder blauw Leopoldkruis dat op zijn beurt op een molenkruis ligt.
Het lint is geel met een groen-geel-blauw-rode middenstreep. Bij de leden is alleen zilver gebruikt in de versierselen en bij deze graad is het lint lichtblauw in plaats van geel.
Men heeft het Britse systeem van postnominale letters overgenomen. De grootcommandeurs plaatsen de letters "G.C.S.K." achter hun naam. De lagere graden zijn "C.S.K", "O.S.K" en "M.S.K".
De orde wordt meestal op 12 maart uitgereikt.